# Criciúma
Criciúma è un comune del Brasile nello Stato di Santa Catarina, parte della mesoregione del Sul Catarinense e della microregione di Criciúma.
Fu fondata il 6 gennaio 1880 da un gruppo di famiglie originarie delle province di Belluno, Udine, Vicenza e Treviso, la maggior parte delle quali di Cordignano, Cappella Maggiore e Vittorio Veneto.
Deve il suo nome ad una specie di erba diffusa nella zona.

## I principali eventi
- Il Carnevale
- La festa das Etnias (festa delle etnìe)
- Il Festival Internacional de Corais (festival internazionale dei cori)
- La festa de Santa Bárbara

## Economia
Criciúma è una città industriale e di servizi. Fornisce tutte le città vicine. È sede di 2 759 aziende che occupano il 18% della forza lavoro della città. L'industria ceramica è a forte compartecipazione internazionale e compete con quella italiana nel mercato mondiale. Vi si trova il 90% di tutta l'industria di prodotti monouso del Brasile.
Criciúma è attraversata dalla principale strada del Brasile: la BR-101. L'aeroporto nazionale, che porta il nome di Diomicio Freitas, è gestito dalla Infraero (Impresa Statale Nazionale di Aeroporti).

## Società

### Religione
L'80% della popolazione è cattolica, il 15% è protestante e il restante 5% è ateo o di altre religioni. La cattedrale di São José (San Giuseppe) è in ampliamento. Il principale evento cattolico della regione di Criciúma è la Festa di Santa Bárbara, protettrice dei minatori.

## Giorni delle festività
- 6 gennaio Fondazione della città
- 4 dicembre Giorno di Santa Bárbara (protettrice dei minatori)

## Educazione
Criciúma ospita l'Unesc, una delle più grandi università dello Stato, con più di 15 000 studenti.
È anche sede del Collegio Hermann Spethmann, conosciuto per l'impiego di metodi di insegnamento innovativi, e della SATC, una delle principali scuole del Brasile. Il Campus della SATC si trova nel quartiere Universitario di Criciúma ed ha una area totale di 550000 m². I suoi 50 laboratori hanno equipaggiamenti di livello tecnologico avanzato.
A Criciúma si svolge il più importante Festival Della musica corale del Brasile.

## Gemellaggio Criciúma - Vittorio Veneto
Il 7 dicembre 2000 è stato firmato in Brasile l'accordo di gemellaggio tra i comuni di Vittorio Veneto e Criciuma, con l'intenzione di promuovere iniziative di scambio e collaborazione su ogni aspetto della vita sociale dei due comuni, basandosi sia sulle loro potenzialità economiche che sulle loro affinità culturali.

## Sport
Il Tigre, come viene popolarmente chiamata la squadra di calcio di Criciúma, il Criciúma Esporte Clube, è stato fondato nel 1947 grazie al contributo economico dei minatori di carbone. La squadra è rinomata nella regione ed è l'unica ad aver vinto dei campionati nazionali a Santa Catarina. Il suo stadio, l'Heriberto Hülse, riceve un'affluenza di migliaia di sostenitori. I principali titoli conquistati dal Tigre sono:
- Copa do Brasil (1991)
- 02 Campeonatos Brasileiros | Série B (2002) (1986)
- Campeonato Brasileiro | Série C (2006)

Criciúma è anche sede del Esporte Clube Próspera, o più semplicemente Próspera, una squadra di calcio del campionato Catarinense, promossa dalla serie B1 alla serie A-2 nel 2005.